# Liquidambar chingii
Liquidambar chingii är en tvåhjärtbladig växtart som först beskrevs av Franklin Post Metcalf, och fick sitt nu gällande namn av Ickert-bond och J.Wen. Liquidambar chingii ingår i släktet Liquidambar och familjen Altingiaceae. Inga underarter finns listade i Catalogue of Life.